# Dongyangopelta
Dongyangopelta is een geslacht van plantenetende ornithischische dinosauriërs, behorend tot de groep van de Ankylosauria, dat tijdens het vroege Krijt leefde in het gebied van het huidige China. De enige benoemde soort is Dongyangopelta yangyanensis.

## Vondst en naamgeving
In oktober 2009 meldde een inwoner van Yangyan, in de provincie Zhejiang, de vondst van dinosauriërbotten bij de aanleg van een gebouwencomplex. In het gebied zijn veel sauropodenbotten opgegraven, dus de melding kreeg niet meteen de volle aandacht. Uiteindelijk werd een reddingsoperatie voorbereid om de botten te bergen voordat het perceel bouwrijp zou worden gemaakt. Vanaf 23 september 2010 begonnen teams van het Zhejiang Natural History Museum en het Japanse Fukui Prefecture Dinosaur Museum de vindplaats bloot te leggen waarbij ze op 4 oktober tot hun verrassing op een rugschild van een ankylosauriër stuiten dat tot 11 oktober opgegraven werd. In 2012 was de preparering van het fossiel voltooid.
In 2013 werd de typesoort Dongyangopelta yangyanensis benoemd en beschreven door Chen Rongjun, Zheng Wenjie,  Yoichi Azuma,  Masateru Shibata, Lou Tianliang, Jin Qiang en Jin Xingsheng. De geslachtsnaam combineert de naam van het stadsdictrict Dongyang met een Oudgrieks πέλτη, peltè, "schild", een gebruikelijk achtervoegsel in de namen van ankylosauriërs. De soortaanduiding verwijst naar de herkomst uit Yangyan.
Het fossiel, holotype DYM F0136, is gevonden in een laag van de Chaochuanformatie die dateert uit het Albien - Cenomanien. Het bestaat uit een gedeeltelijk skelet zonder schedel. Bewaard zijn gebleven: een heupschild in één stuk; een reeks achterste ruggenwervels en sacrale wervels; ribben en verbeende pezen; de voorkant van een rechterdarmbeen, vergroeid met twee sacrale ribben; het rechterdijbeen; drie teenkootjes; en verschillende losse osteodermen. De verschillende elementen lagen niet in verband.

## Beschrijving
Dongyangopelta is een middelgrote ankylosauriër van drie à vier meter lengte. Zijn rug is bedekt met osteodermen waarvan sommige in doorsnede driehoekige naar achteren krommende punten vormen. Het bekken is bedekt met een vergroeid heupschild, het eerste dat bij een ankylosauriër buiten Europa of Noord-Amerika is aangetroffen.
De beschrijvers stelden verschillende kenmerken vast waarin Dongyangopelta zich onderscheidt van zijn verwant Zhejiangosaurus uit dezelfde lagen. De voorste wervel van de vergroeide lendenwervels heeft een voorste facet dat zijdelings sterk verbreed is en licht naar achteren kromt. De bovenrand van het darmbeen is golvend. Het voorblad van het darmbeen is naar buiten en onderen gedraaid en heeft een ondiepe groeve in de rand van de voorste buitenhoek. De onderkant van het dijbeen is sterk overdwars verbreed waarbij de maximale breedte 41% van de lengte van het bot bedraagt. 
Een ander deel van de diagnose is de vorm van het heupschild dat het bekken bedekte. Het heupschild is opgebouwd uit ruwe bolle bulten omringd door kleinere bultjes en rechthoekige plaatjes. De meeste osteodermen zijn bovenop sterk verruwd door inkepingen en groeven voor de aanhechting van een hoornlaag op de snijrand. Sommige osteodermen hebben de vorm van een hoge driestralige welving.
In 2014 wees Victoria Megan Arbour erop dat de vermeende verschillen met Zhejiangosaurus eenvoudig verklaard kunnen worden door individuele variatie. Het zou dus kunnen zijn dat Dongyangopleta een jonger synoniem is van Zhejiangopelta.  Een echte autapomorfie zag zij in de rozetten van het heupschild: bij geen enkele andere bekende ankylosauriër is de centrale osteoderm niet volledig omringd door kleine schubben. Bij Zhejiangopelta is het pantser onbekend.
De gevonden osteodermen zijn in zes typen ingedeeld. De driestralige welving doet zich voor bij de centrale osteodermen van het heupschild die een doorsnede hebben van meer dan tien centimeter.

## Fylogenie
Dongyangopelta is in de Nodosauridae geplaatst, voornamelijk op basis van het feit dat de kop van het dijbeen duidelijk gescheiden is van de trochanter major. Volgens een cladistische analyse zou hij een klade vormen met Zhejiangosaurus, die weer de zustergroep is van Struthiosaurus. Hun gezamenlijke tak zou zich boven de Polacanthinae in de stamboom bevinden maar onder Hungarosaurus.